# Bhagwanpur (Kapilvastu)
Bhagwanpur (nep. भगवानपुर, trl. Bhagvānpur, trb. Bhagwanpur, nep. भगवानपुर) – gaun wikas samiti w zachodniej części Nepalu w strefie Lumbini w dystrykcie Kapilvastu. Według nepalskiego spisu powszechnego z 2001 roku liczył on 678 gospodarstw domowych i 4685 mieszkańców (2142 kobiet i 2543 mężczyzn).